# Huszti Ferenc
Huszti Ferenc (Zalabér, 1893. november 9. – Szovjetunió, 1938. június ?) – jogász, kommunista aktivista, politikus.

## Élete, munkássága
Zalabéri cipész fia és Huszti József öccse volt. A népiskolai osztályokat szülőfalujában végezte, a gimnáziumot a keszthelyi premontreieknél kezdte el. A fővárosban érettségizett, majd beiratkozott a Budapesten a Magyar Királyi Tudományegyetem Jogi Karára. Illés Bélával lakott együtt. Élete 1912-től szorosan összefonódik a magyarországi, majd a nemzetközi munkásmozgalommal.
Az első világháború idején az orosz frontra került, ahol hamar hadifogságba esett (1914. november 24.). 1918-ban egy hadifogoly-cserecsoporttal sikerült hazakerülnie. 1919 elején a KMP tagja lett. A Magyarországi Tanácsköztársaság kikiáltása után részt vett a KMP zalaszentgróti járási pártvezetésében, s vádbiztosa volt a járás forradalmi törvényszékének. A Tanácsköztársaság bukása után letartóztatták, börtönbe Keszthelyre, majd Sümegre került, de rövid idő múlva kiszabadult. Budapestről Bécsbe menekült (1920. szeptember).
1923. január végén Szovjet-Oroszországba ment. Először Petrográdban az osztrák-magyar nagykövetség hajdani épületében a magyar honvédek hazatelepítő csoportjánál kapott feladatokat. Majd Pokrovszkban (Volgai Német Autonóm Szovjet Szövetségi Köztársaság központja) bírósági elnök volt. Moszkvába költözött és ott a Szovjetunió Kommunista Pártja (SZKP) Központi Bizottságának munkatársa (instruktor) volt, de dolgozott a Kommunista Internacionálé (Komintern) különböző hivatalaiban is. Rendszeresen írt a KMP Külföldi Bizottsága által kiadott Kommunista című folyóiratba. Egyike volt azoknak, akik közölték a KMP feltételezett magyarországi besúgók, provokátorok, likvidátorok és pártárulók nevét, adatait (1931–1934 között ú. n. „spiclilexikont”).
A Komintern Végrehajtó Bizottsága határozatot hozott a KMP megerősítéséről. A KMP élére, Huszti irányításával új vezetőség került. A MKP Központi Bizottságának többek közt tagja lett Fürst Sándor, Sallai Imre, Gold Géza, Karikás Frigyes, Kilián György, Kiss Károly, Poll Sándor (1931). Az új Központi Bizottság több tagját – a Moszkvában tartózkodó Huszti és Kiss kivételével – Magyarországon letartóztatták (1932. július 15.). Fürst Sándort és Sallai Imrét halálra ítélték és kivégezték (Budapest, 1932. július 28./29.) – A Komintern VII. kongresszusán (Moszkva, 1935. július 25. – 1935. augusztus 20.) – Kun Béla, Révai József és mások társaságában – a magyar kommunistákat képviselő küldöttségében vett részt.
A Kommunista Internacionálé Végrehajtó Bizottsága újból foglalkozott a KMP-jával. A határozatuk szerint a magyar pártvezetés az Internacionálé VII. Kongresszusa antifasiszta népfrontpolitikáról szóló határozatainak megvalósulást szándékosan akadályozta és felelős a magyarországi lebukásokért, letartóztatásokért stb. (1936. május 7.). Ezért a Komintern Nemzetközi Ellenőrző Bizottsága leváltotta a KMP Központi Bizottságát. A Moszkvában élő Kun Bélát és más KMP vezetőket, köztük Huszti Ferencet is, letartóztatták (1937. június–július). A MKP vezetése Szántó Zoltán kezébe került; a magyarországi illegális pártszervezeteket utasították, hogy tevékenységüket szüntessék be. Megszűnt a kommunista illegális sajtó is.
Huszti Ferenc a Szovjetunió egy ismeretlen börtönében, valószínűleg 1938 júniusában halt meg, eddig ismeretlen körülmények között.
Sírhelye ismeretlen. Zalabéri szülőházának falára emléktábla került (1970. augusztus 10.) A Munkásmozgalmi Panteonban (Fiumei úti sírkert, Budapest, Fiumei út 16.) emléktáblája van.